# Owen McCann
Owen McCann (ur. 29 czerwca 1907 w Woodstock, zm. 26 marca 1994 w Kapsztadzie) – południowoafrykański duchowny katolicki, arcybiskup Kapsztadu, kardynał.

## Życiorys
Studiował na uczelniach południowoafrykańskich oraz w rzymskim Athenaeum De Propaganda Fide. 21 grudnia 1935 w Kapsztadzie przyjął święcenia kapłańskie. Po powrocie z uzupełniających studiów w Rzymie kierował pismem "The Southern Cross" oraz udzielał się jako duszpasterz w Kapsztadzie.
12 marca 1950 został mianowany wikariuszem apostolskim Kapsztadu, z biskupią stolicą tytularną Stefforio. Otrzymał sakrę biskupią 18 maja 1950, a już 11 stycznia 1951 wraz z podniesieniem Kapsztadu do rangi metropolii został pierwszym arcybiskupem. 4 października 1962 papież Jan XXIII nadał mu tytuł asystenta Tronu Papieskiego.
Brał udział w Soborze Watykańskim II (1962-1965). 22 lutego 1965 Paweł VI wyniósł go do godności kardynalskiej, z tytułem prezbitera św. Praksedy. Kardynał McCann pełnił funkcję przewodniczącego Konferencji Episkopatu Afryki Południowej, brał także aktywny udział w życiu Kościoła światowego - w sesjach Światowego Synodu Biskupów w Watykanie (1967, 1969, 1971), konklawe 1978 (dwukrotnie), I sesji Kolegium Kardynalskiego w Watykanie (1979). Zrezygnował z rządów archidiecezją kapsztadzką 20 października 1984.